# Пијмо
Пијмо је трећи студијски албум фолк певачице Снеки Бабић издат 1990. године за ПГП РТБ. Већину песама на овом албуму радили су Александар Фута Радуловић и Злаја бенд, а текстове писала Марина Туцаковић. На неким песмама су радили Фадил Тоскић (музика за Жал за тобом), Беки Бекић (музика за Животе грешила сам, на текст Верице Илић) и Драган Антонијевић Арлекино (комплетни аутор песме Такни ме такни). Овај албум представља прекретницу у каријери певачице и доноси јој велику популарност, а за већину песама снима музичке спотове.

## Списак песама
1. Пијмо (3:20)
2. Жал за тобом (3:06)
3. Не зна зора (3:17)
4. Животе грешила сам (3:17)
5. Хеј жељо (3:06)
6. Хармонико свирај сама (3:19)
7. Такни ме такни (3:03)
8. То што ме не волиш (3:20)
9. Ја нисам прва ни последња (3:18)